# Coatepeque Airport
Coatepeque Airport är en flygplats i Guatemala.   Den ligger i departementet Departamento de Totonicapán, i den sydvästra delen av landet, 150 km väster om huvudstaden Guatemala City. Coatepeque Airport ligger 415 meter över havet.
Terrängen runt Coatepeque Airport är huvudsakligen kuperad, men den allra närmaste omgivningen är platt. Runt Coatepeque Airport är det tätbefolkat, med 369 invånare per kvadratkilometer. Närmaste större samhälle är Coatepeque, 1,7 km öster om Coatepeque Airport. Omgivningarna runt Coatepeque Airport är en mosaik av jordbruksmark och naturlig växtlighet.